# Ischnolepis graminifolia
Ischnolepis graminifolia  là một loài thực vật có hoa trong họ La bố ma. Loài này được (Costantin & Gallaud) Klack. mô tả khoa học đầu tiên năm 1999.